# Chengdeïta
La chengdeïta és un mineral de la classe dels elements natius. Rep el seu nom de la seva localitat tipus, al poble de Gaotai, a la prefectura de Chengde (Xina).

## Característiques
La chengdeïta és un aliatge d'iridi i ferro, de fórmula química Ir₃Fe. Cristal·litza en el sistema isomètric. Forma agregats granulars subèdrics, d'uns 0,5 mm, així com intercreixements amb osmiridi. La seva duresa a l'escala de Mohs és 5.
Segons la classificació de Nickel-Strunz, la chengdeïta pertany a «01.AF: Aliatges de PGE-metall» juntament amb els següents minerals: hexaferro, garutiïta, atokita, rustenburgita, zviaguintsevita, taimirita-I, tatianaïta, paolovita, plumbopal·ladinita, estanopal·ladinita, cabriïta, isoferroplatí, ferroniquelplatí, tetraferroplatí, tulameenita, hongshiïta, skaergaardita, yixunita, damiaoïta, niggliïta, bortnikovita i nielsenita.

## Formació i jaciments
Es troba en cromites, en roques ultrabàsiques i en dipòsits de placers associats. Sol trobar-se associada a altres minerals com: inaglyita, osmiridi, platí, laurita, irarsita, isoferroplatí, erlichmannita, gaotaiïta, galena, or, cromita o magnetita. Va ser descoberta al dipòsit de crom i elements del grup del platí de Gaositai, a la prefectura de Chengde (Hebei, República Popular de la Xina). També se n'ha trobat en placers del riu Tolovka (Koriàkia, Rússia).